# Shot of Love
Pour l’article homonyme, voir Shot of Love (homonymie).
Albums de Bob Dylan
Saved
(1980) Infidels
(1983)
Shot of Love est un album de Bob Dylan sorti en 1981. L'album est de style rock chrétien. C'est le dernier album de sa période chrétienne born again.

## Historique
Seule la chanson Every Grain of Sand a réellement attiré l’attention au moment de la sortie de l’album.

## Titres
Toutes les chansons sont écrites et composées par Bob Dylan.
| 1.    | Shot of Love        | 4:18 |
| 2.    | Heart of Mine       | 4:29 |
| 3.    | Property of Jesus   | 4:33 |
| 4.    | Lenny Bruce         | 4:32 |
| 5.    | Watered Down Love   | 4:10 |
| 6.    | Dead Man, Dead Man  | 3:58 |
| 7.    | In the Summertime   | 3:34 |
| 8.    | Trouble             | 4:32 |
| 9.    | Every Grain of Sand | 6:12 |
| 40:15 |                     |      |

The Groom's Still Waiting at the Altar, paru en face B du single Heart of Mine, a été ajouté sur la réédition en CD de l'album.

## Musiciens
- Bob Dylan – Guitare, Chant, Harmonica, Piano, Clavier
- Steve Douglas – Saxophone
- Tim Drummond – Basse
- Donald « Duck » Dunn – Basse
- Jim Keltner – Batterie
- Danny « Kootch » Kortchmar – Guitare
- Carl Pickhardt – Piano
- Steve Ripley – Guitare
- William D. « Smitty » Smith – Orgue
- Ringo Starr – Batterie
- Fred Tackett – Guitare
- Benmont Tench – Clavier
- Ron Wood – Guitare
- Monalisa Young, Madelyn Quebec, Regina McCrory, Clydie King, Carolyn Dennis – Chœurs

## Production
- Chuck Plotkin – Producteur
- Bumps Blackwell – Producteur
- Ken Perry – LP Mastering
- Vic Anesini – CD Mastering
- Toby Scott – Ingénieur